# SV Boelare Eeklo
SV Boelare Eeklo was een Belgische voetbalclub uit Eeklo. De club sloot in 1968 aan bij de KBVB met stamnummer 7181.
In 1984 ging de club op in KFC Eeklo.

## Geschiedenis
De club werd in 1963 opgericht en sloot in 1968 aan bij de KBVB. Voordien was men actief bij de Koninklijke Belgische Liefhebbers Voetbalbond. De naam van de club verwijst naar de gelijknamige straat in Eeklo.
De club startte in Derde Provinciale, maar opgroeide die reeks al snel. In 1970 promoveerde men naar Tweede Provinciale. 
In 1976 werd de kampioenstitel gevierd in deze afdeling en SV Boelare klom naar Eerste Provinciale. 
Daar zou de club spelen tot de fusie in 1984, SV Boelare had financiële problemen en KFC Eeklo had problemen met zijn terrein. Men fuseerde onder het stamnummer en de naam van KFC Eeklo en ging spelen op het terrein van SV Boelare.
Het stamnummer van SV Boelare ging verloren.